# Klaus Bachler
Klaus Bachler, född 27 juli 1991 i Unzmarkt-Frauenburg, är en österrikisk racerförare.